# Schweinebrustspitze
Als Schweinebrustspitze (auch Stich) bezeichnet man ein Teilstück des Schweinefleischs. Es entsteht durch den Zuschnitt der Schweinebrust, indem ein Rippenstück zwischen der ersten und sechsten Rippe vom Rest getrennt wird. Die Form variiert stark in der Anzahl der Rippen und ob und  Speckpolster abgetrennt werden.
Insbesondere im Rhein-Main-Gebiet ist es eine übliche Pökelware, die sowohl roh als auch vorgegart im Einzelhandel angeboten wird. Sie wird typischerweise mit Kartoffelpüree und Sauerkraut verzehrt.